# Park Sang-young
Park Sang-young, född 16 oktober 1995 i Jinju, är en sydkoreansk fäktare.
Han blev olympisk guldmedaljör i värja vid sommarspelen 2016 i Rio de Janeiro.